# Lipovec Lonjski
Lipovec Lonjski – wieś w Chorwacji, w żupanii zagrzebskiej, w gminie Kloštar Ivanić. W 2011 roku liczyła 375 mieszkańców.